# Leszek Możdżer

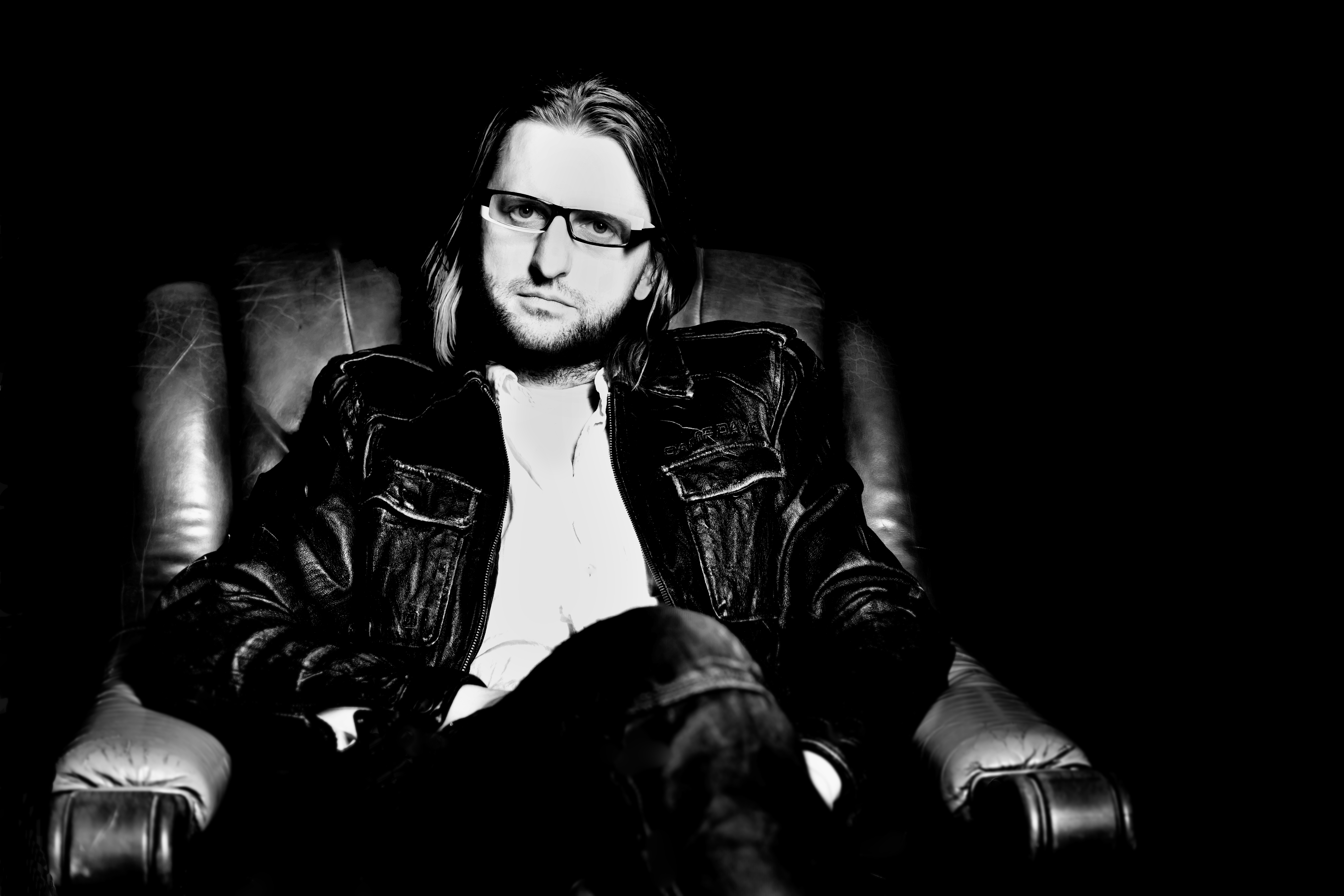
Leszek Możdżer

Leszek Możdżer (Lesław Henryk Możdżer, Gdańsk, 23 de marzo de 1971) es un pianista y compositor de Polonia.

## Trayectoria
Toca el piano desde que tenía cinco años. Completó todos los grados de la educación musical formal hasta licenciarse en el Conservatorio de Música de S.Moniuszko en Gdansk en 1996. Se interesó por el jazz bastante tarde – en su último curso – cuando tenía 18 años. Se introdujo en este género con la banda de Emil Kowalski, clarinetista, pero su propio debut tuvo lugar en su primer ensayo con la banda Miłość (Amor) en 1991. Un año más tarde, fue galardonado individualmente durante el "International Jazz Competition" Jazz Juniors '92 que tuvo lugar en Cracovia. También fue miembro de Zbigniew Namysłowski Quartet.
Compone para proyectos teatrales, y es colaborador de los compositores de cine Jan Kaczmarek y Zbigniew Preisner. Junto con el contrabajista sueco Lars Danielsson y el batería israelí Zohar Fresco ha creado un trío de jazz. Sólo, como miembro del grupo o un sideman ha grabado más de 80 álbumes y ha estado de gira en todos los países europeos, así como también en los Estados Unidos, Kazajistán, Kirguistán, Argentina, Brasil, Canadá, Uruguay, Chile y Colombia, donde tocó en el Teatro de Cristóbal Colón de Bogotá.
En España en el año 2007 estuvo tocando ‘Rapsody in Blue’ acompañado por la Orquesta Sinfónica de Castilla y León en Valladolid, en el año 2008 estuvo actuando en la presentación de Polonia en la EXPO de Agua en Zaragoza y en el año 2011 en Festival Jazzjuliol en La Pedrera en Barcelona.
Możdżer ha sido invitado a tocar junto con artistas como David Gilmour, Marcus Miller, John Scofield, Jacek Olter, Zbigniew Namysłowski, Lester Bowie, Adam Pierończyk, Kazik Staszewski, Michał Urbaniak, Tomasz Stańko, Lipali, Phil Manzanera, Anna Maria Jopek, Eldo, Bończyk & Krzywański, L.U.C, Janusz Radek, David Friesen, Olo Walicki, Andrzej Olejniczak, Adam Klocek, Tymon Tymański, Lars Danielsson, Naná Vasconcelos, y Behemoth, Pat Metheny, Till Bronnen.

## Discografía

### Álbumes de estudio
- Chopin - impressions (1994)
- Talk to Jesus (1996) (considerado El Álbum del Año 1996 según la encuesta de la revista polaca 'Jazz Forum')
- Facing the Wind (1996) dúo con un contrabajista Americano David Friesen
- Chopin Demain-Impressions (1999)
- Makowicz vs Możdżer (2004) en Carnegie Hall NYC
- Piano (álbum)|Piano (2004)
- Możdżer, Danielsson, Fresco – The Time (2005) (El Doble Disco de Platino dos meses después de su publicación)
- Możdżer, Danielsson, Fresco – Between Us And The Light (2006) (El Doble Disco de Platino dos semanas después de su publicación)
- Pasodoble (álbum)|Pasodoble (2007) Lars Danielsson & Leszek Możdżer
- Firebird V11 (2008) with Phil Manzanera
- Kaczmarek by Możdżer (2010)
- Komeda (2011) (El Doble Disco de Platino)

### Álbumes en directo
- Live in Sofia (1997) con Adam Pieronczyk (nombrado El Álbum del Año 1998 por los lectores de la revista polaca 'Jazz Forum')
- Live in Ukraine 2003

### DVD
- Możdżer Danielsson Fresco LIVE CD&DVD, (2007)